# Campeonato navarro del Cuatro y Medio 2008
La X edición del Campeonato navarro del Cuatro y Medio, competición de pelota vasca en la variante de pelota mano profesional de primera categoría, se disputó en el año 2008. Fue organizada conjuntamente por Asegarce y ASPE, las dos principales empresas dentro del ámbito profesional de la pelota mano.
Por un lado del cuadro jugaron los pelotaris de ASPE, Juan Martínez de Irujo y Abel Barriola, disputando directamente la semifinal, la cual no obstante no se llegó a jugar debido a una lesión del pelotari de Ibero, así pues el de Leiza paso directamente a la final. Por el lado de Asegarce finalmente disputaron la semifinal los hermanos Olaizola I y Olaizola II, saliendo vencedor el menor de ambós. En la final disputada el día de San Fermín, salió victorioso Barriola, recuperándose así de su derrota en el manomanista de ese mismo año y resarciéndose también de la derrota que le infligió Aimar Olaizola en la edición anterior.

## Octavos de final
| Fecha    | Frontón y localidad    | Rojo          | Azul       | Tanteo |
| -------- | ---------------------- | ------------- | ---------- | ------ |
| 23/06/08 | Beotibar, Tolosa       | Bengoetxea VI | Arretxe II | 22-12  |
| 21/06/08 | Jostaldi, Fuenterrabía | Olaizola I    | Retegi Bi  | 22-20  |

## Cuartos de final
| Fecha    | Frontón y localidad | Rojo          | Azul       | Tanteo |
| -------- | ------------------- | ------------- | ---------- | ------ |
| 28/06/08 | ..., Sondica        | Bengoetxea VI | Olaizola I | 20-22  |

## Semifinales
| Fecha    | Frontón y localidad               | Rojo        | Azul                       | Tanteo |
| -------- | --------------------------------- | ----------- | -------------------------- | ------ |
| 05/07/08 | Municipal de Etxebarri, Echévarri | Olaizola II | Olaizola I                 | 22-14  |
| 04/07/08 |                                   | Barriola    | Martínez de Irujo (lesión) |        |

## Final
| Fecha    | Frontón y localidad | Rojo        | Azul     | Tanteo |
| -------- | ------------------- | ----------- | -------- | ------ |
| 07/07/08 | Labrit, Pamplona    | Olaizola II | Barriola | 11-22  |

- Datos: Q8261118